# San Marino Baseball Club 2014
Il San Marino Baseball Club sta prendendo parte alla Italian Baseball League 2014.

## Divise e sponsor
Lo sponsor tecnico è Macron. Lo sponsor principale è T&A.

## Roster

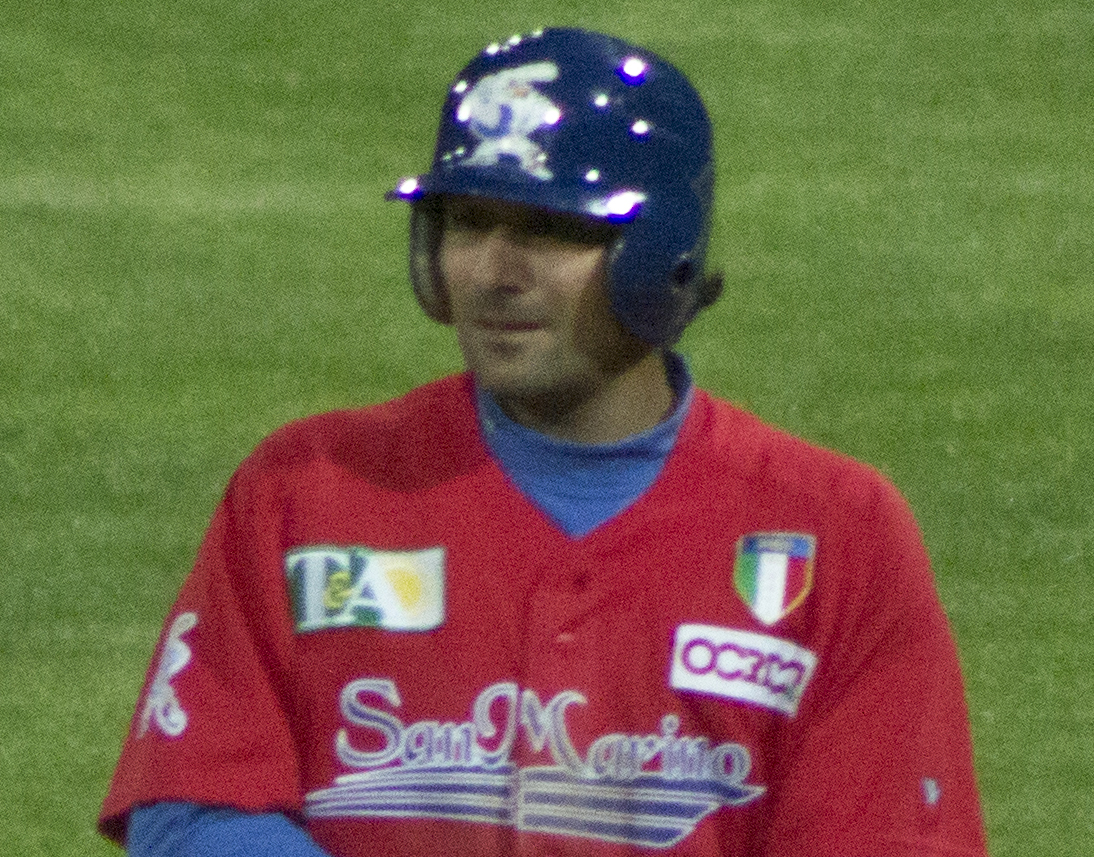
Lorenzo Avagnina

- il 30 aprile sono stati ufficializzati gli arrivi di Carlos Terán e Nick Morreale
- il 4 giugno Yovany D'Amico è stato squalificato per 45 giorni (con decorrenza dal 21 maggio) per aver violato i regolamenti FIBS e CONI, non essendosi presentato al processo sportivo che gli contestava lo status di "ASI" (Atleta di Scuola Italiana), in cui è stato comunque assolto dall'aver commesso frode sportiva

## Organigramma
Area direttiva
- Presidente: Mauro Fiorini
- Vice presidente: Massimiliano Carlini

Area organizzativa
- General manager: Mauro Mazzotti
- Team manager: Alberto Antolini

Area comunicazione
- Ufficio stampa: Loriano Zannoni

Area tecnica
- Manager: Doriano Bindi
- Pitching coach: Jesús Hernández
- Coach: Luca Spadoni, Jhonny Carvajal, Raúl Marval

Area sanitaria
- Preparatore: Paolo Buzzoni
- Massaggiatore: Alessandro Agostini